# Touch Dance
Touch Dance – album brytyjskiego zespołu Eurythmics, wydany w 1984 roku.

## Ogólne informacje
Touch Dance – remix album zawierający remiksy wybranych utworów z poprzedniej płyty, Touch, oraz ich wersje instrumentalne. Remiksy przygotowali John Benitez (znany jako Jellybean) i François Kevorkian, wówczas uznani producenci nowojorskiej sceny klubowej. Album dotarł do 31. miejsca brytyjskiej listy. Nie promowały go żadne single.
Annie Lennox w jednym z wywiadów przyznała, że nie podobał jej się pomysł wydania tego typu płyty. Wyznała również, że ona sama i Dave Stewart mieli mały wkład w jej tworzenie, ponieważ cały album został skompilowany przez RCA Records.

## Lista utworów
1. „The First Cut” – 6:34
2. „Cool Blue” – 5:58
3. „Paint a Rumour” – 7:26
4. „Regrets” – 7:34
5. „The First Cut” (Instrumental) – 7:14
6. „Cool Blue” (Instrumental) – 6:54
7. „Paint a Rumour” (Instrumental) – 5:53

## Listy sprzedaży
| Kraj              | Pozycja |
| ----------------- | ------- |
| Wielka Brytania   | 31      |
| Stany Zjednoczone | 115     |